# 今庄村
今庄村（いまじょうむら）は福井県南条郡にあった村。現在の南越前町の中部にあたる。

## 地理
- 山岳 ： 藤倉山、鍋倉山、板谷山、松尾山、天草山
- 河川 ： 日野川

## 歴史
- 1889年（明治22年）4月1日 - 町村制の施行により、今庄村の区域をもって、今庄村が発足する。
- 1947年（昭和22年）10月24日 - 昭和天皇の戦後巡幸。昭和天皇がお召し列車を下車、駅前で奉迎が行われた[1]。
- 1951年（昭和26年）4月1日 - 鹿蒜村を編入する。
- 1955年（昭和30年）4月1日 - 今庄村、堺村、宅良村及び湯尾村が合併して、今庄町が発足する。

## 交通

### 鉄道路線
- 日本国有鉄道
  - 北陸本線
    - （山中信号場） - 大桐駅 - 今庄駅

大桐駅は北陸トンネルの開通に伴い廃止された。現在は旧村域に南今庄駅が所在するが、当時は未開通。

### 道路
- 北陸道（現・国道365号）

現在は旧村域を北陸自動車道が通過するが、当時は未開通。